# Liberia na Letnich Igrzyskach Olimpijskich 2000
Liberię na Letnich Igrzyskach Olimpijskich 2000 reprezentowało 8 zawodników, 6 mężczyzn i 2 kobiety.

## Skład kadry

### Lekkoatletyka
Mężczyźni
- Sayon Cooper

bieg na 100 m (odpadł w 2 rundzie eliminacji)
bieg na 200 m (odpadł w 1 rundzie eliminacji)
- Bobby True

bieg na 800 m (odpadł w 1 rundzie eliminacji)
- Paul Sehzue

bieg na 110 m przez płotki (odpadł w 2 rundzie eliminacji)
- Sayon Cooper, Kouty Mawenh, Koiyan Morlu, Andrew Reyes

sztafeta 4x100 m (odpadli w 1 rundzie eliminacji)
Kobiety
- Grace-Ann Dinkins

bieg na 100 m (odpadła w 1 rundzie eliminacji)
- Hannah Cooper

bieg na 100 m przez płotki (odpadła w 1 rundzie eliminacji)